# بسبوسة
البسبوسة أو البسيمة أو النمورة أو حلوى الْهَرِيسَةُ أو كعكة الْهَرِيسَةُ أو كيكة الْهَرِيسَةُ أو هريسة السميد، هي حلويات شرقية شامية مصريّة. تُحضّر من السميد بشكل أساسي في معظم الأعياد والمناسبات، وتختلف طرق تحضير البسبوسة وتزيينها فتندرج من تحتها البسبوسة بالقشطة والبسبوسة بالزبادي والبسبوسة بجوز الهند والبسبوسة بالشوكلاتة وغيرها. وتختلف طريقة تحضير البسبوسة من بلد لآخر، ففي البسبوسة المصرية والفلسطينية يُضاف ماء الورد بدلًا من الفانيليا، في حين تُفَضِّل بعض مناطق شبه الجزيرة العربية مثل البحرين واليمن تقديم البسبوسة محشوة بالتمر، أما في السعودية فتؤكل ساخنة عقب طهيها فوراً وليست باردة كما هو الحال في مصر وفلسطين.
ارتبطت البسبوسة بالعديد من الأعياد والمناسبات كشهر رمضان بتقديم البسبوسة على الإفطار وقبل السحور وتحرص الكثير من الأسر العربية على تقديمها أو التهادي بها.

## التسمية
البسبوسة كلمة عربية مشتقة من الفعل بَسَّ وبسَّ الدَّقيقَ أي بلّله بالماءِ خلطه بسَمْن أو زيْت أو نحوهما، وأيضاً جاء في المعنى بَسَّ الدقيق أي مزج الدقيق بالسمن حتى ينسجما تماماً.

## أصلها
يُشير دليل أكسفورد للتغذية وعلم التغذية (الطبعة الثالثة) إلى أن البسبوسة ربما تطورت من طبق يسمى المأمونية، والذي اُبتكر في القرن العاشر تقريباً. كانت المأمونية تُصنع بطهي الأرز في الدهن والشربات. عُدلت هذه الوصفة لاحقاً، باستخدام السميد عوضاً عن الأرز، مع طهي العجين أولاً ثم نقعه في الشربات.
يشير تفسير آخر لأصلها إلى أن البسبوسة صُنعت لأول مرة خلال القرن السادس عشر في الدولة العثمانية، على الأرجح في تركيا الحديثة، للاحتفال بضم أرمينيا.

## أسمائها

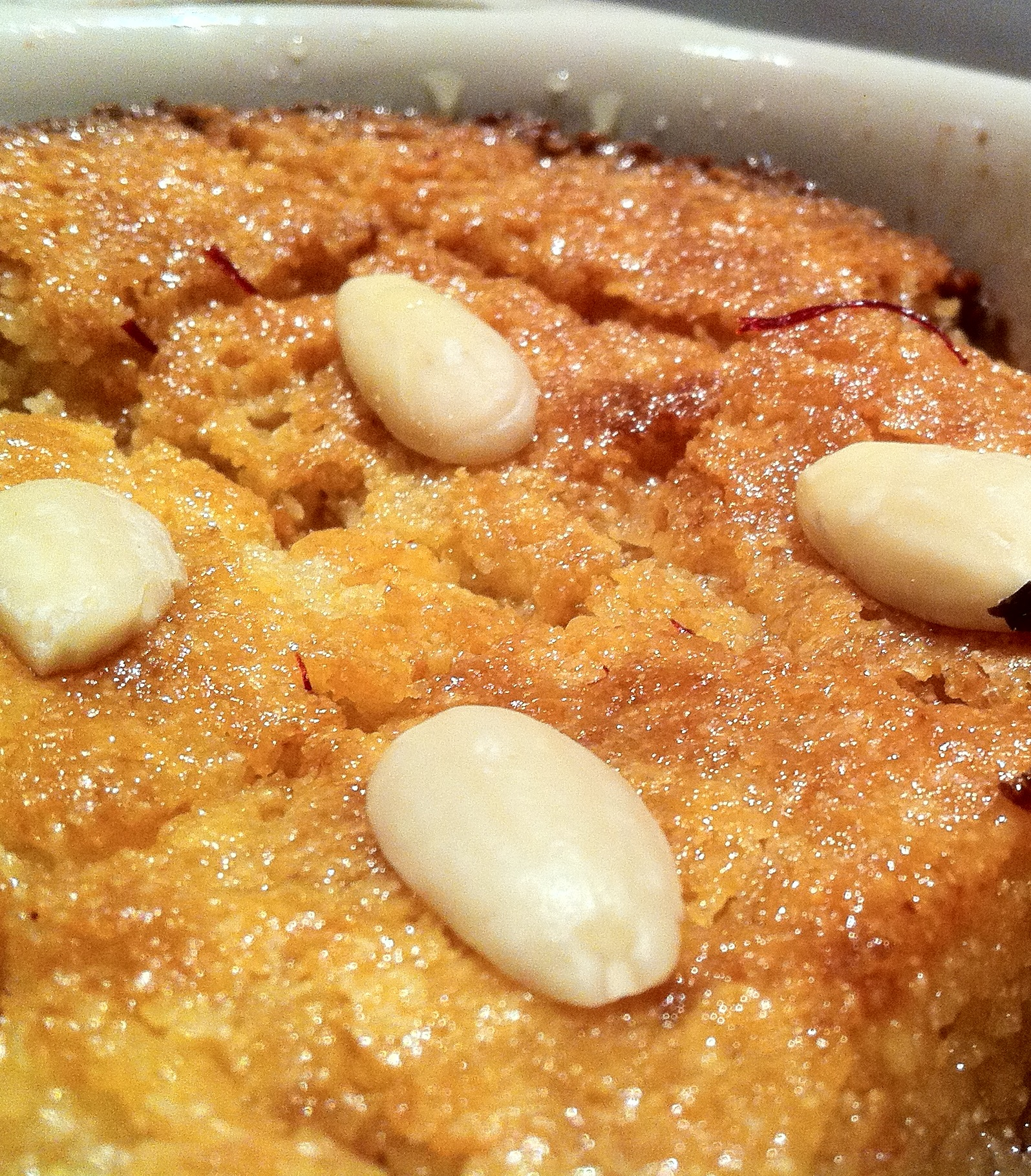
تُغطى البسبوسة باللوز في مطابخ الشرق الأوسط والبلقان وشمال إفريقيا وشرق إفريقيا.

يوجد الطبق في مطابخ الشرق الأوسط والبلقان وشمال إفريقيا تحت مجموعة متنوعة من الأسماء.
- بالألبانية: ريفاني، المقابل الألباني لـ: revanija
- بالعربية: هريسة "مهروسة"، نمورة
- بالأرمينية: Շամալի، شمالي
- بالبلغارية: еване، ريفاني
- بالقبرصية اليونانية: σάμαлι، شمالي
- باليونانية: ρεβανί، ريفاني
- بالمقدونية: раванија، ريفانيا
- بالصومالية: basbuusa، بسبوسة
- بالفارسية: روغنی
- بالتركية: ريفاني

البسبوسة هو الاسم الأكثر شيوعاً لهذه الحلوى في الشرق الأوسط ولكن قد تختلف تسميتها حسب المنطقة؛ وغالباً ما تسمى "الهريسة" في بلاد الشام. تجدر الإشارة إلى أن "الهريسة" في شمال إفريقيا هي صلصة حمراء حارة، وهي حلوى شهيرة تُقدم في العديد من مخابز الحلويات في الشرق الأوسط، وتحظى بشعبية خاصة خلال شهر رمضان.

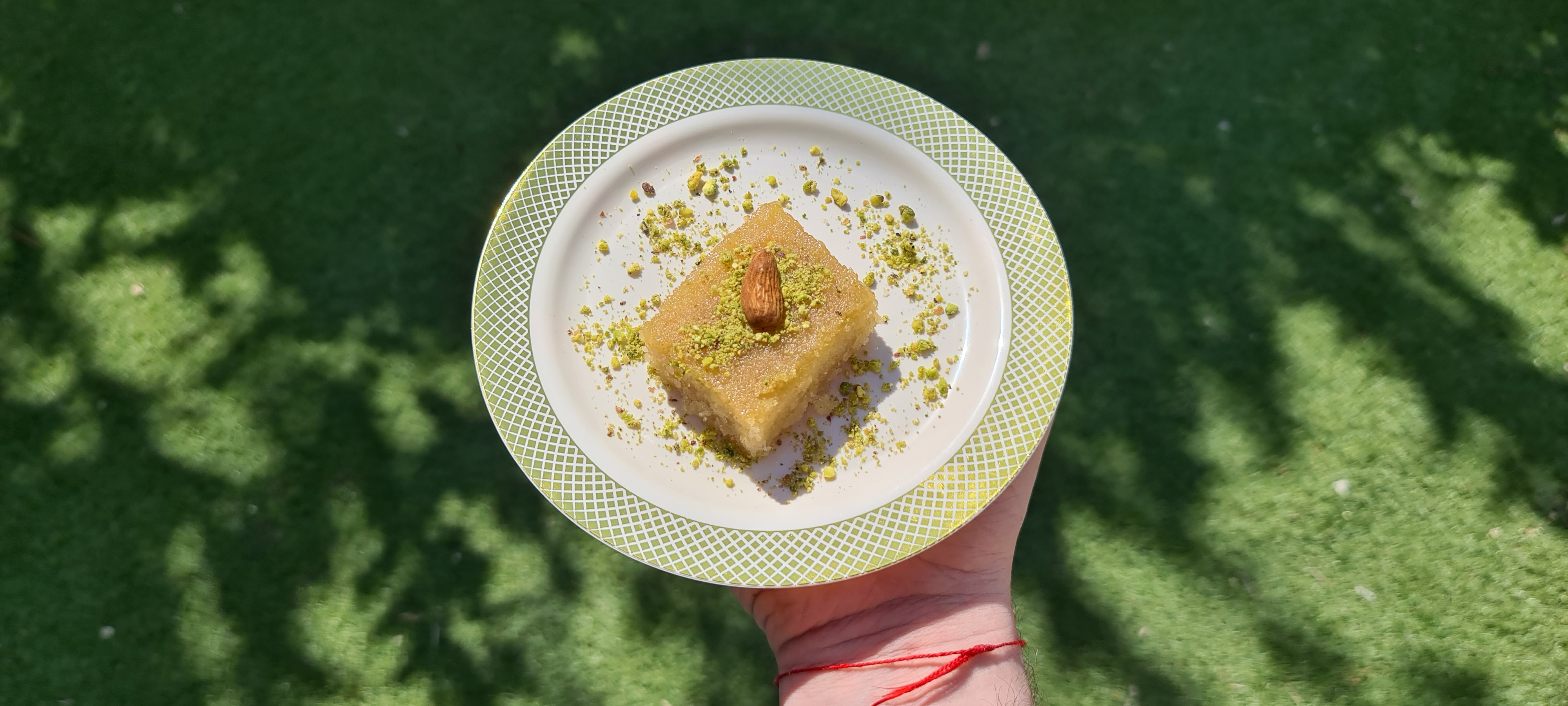
بسبوسة نباتية (استبدال البيض بعصير التفاح)

## أصنافها
- بستوشا (Pastūsha/pastūçha) هي نوع من أنواع البسبوسة نشأ في الكويت في العقد الأول من القرن الحادي والعشرين.[19] وهي مثل البسبوسة، تُصنع من السميد المنقوع في الشربات. وتتميز بإضافة الفستق المطحون الناعم وماء زهر البرتقال.
- بسبوسة بالقشطة: نوع من أنواع البسبوسة الشامية المحشوة بكريمة الحليب في المنتصف.
- بسبوسة نباتية: تصنع البسبوسة أيضاً بطريقة نباتية عبر استخدام عصير التفاح عوضاً عن منتجات الألبان والبيض، لكي تتماسك مكونات الخليط الأساسي معاً.
- بسبوسة بالتمر: نوع ليبي من البسبوسة حيث يُضاف دهن التمر بين طبقتين من البسبوسة.
- تيشبيشتي أو تيشبيتل هو نوع من المطبخ اليهودي السفارادي [الإنجليزية].[20][21] الاسم مشتق من العبارة التركية "Tez Pişti"، والتي تعني "سريع الطبخ".[22]
- بسبوسة قزحة: نوع فلسطيني من البسبوسة مع عجينة حبة البركة تسمى قزحة.
- بسبوسة الحلبة: نوع فلسطيني من البسبوسة بنكهة بذور الحلبة.
- بسبوسة أفلاطون: نوع جنوب آسيوي، مصنوع من السميد والبيض والفواكه المجففة والحليب المجفف وشراب السكر.